# Texas und kein Ende
Texas und kein Ende (französischer Originaltitel: Sous le ciel de l’Ouest) ist ein Comic-Band aus der Lucky-Luke-Reihe mit drei Geschichten, die von Morris gezeichnet und auch getextet wurden. Nach der französischen Zählung ist es Band 4, in Deutschland wurde der Band zuerst in der ab 1990 erschienen Lucky Luke Classics-Serie als Band 4 veröffentlicht und 2009 unter dem Titel Westwärts mit der Albumnummer 85 in die reguläre Reihe eingegliedert. Seit 2014 wird der Band wieder unter dem ursprünglichen Namen Texas und kein Ende verkauft.
Ursprünglich wurde der Comic zunächst vom 27. Oktober 1949 bis zum 31. August 1950 im belgisch-französischen Comic-Magazin Spirou und 1960 im heiteren Fridolin Heft 40 bis 45 veröffentlicht.

## Inhalt
Der Band besteht aus den drei kürzeren Geschichten Die Rückkehr von Revolver-Joe (im Original Le retour de Joe la Gachette), Round up (im Original Jours de round–up) und Der große Kampf (im Original Le grand combat)

### Die Rückkehr von Revolver-Joe
Lucky Luke trifft auf einen Fremden, der sich ihm als John Smith vorstellt. Dieser versucht vor Lucky Luke besonders harmlos zu wirken und behauptet man nenne ihn auch John der Menschenfreund. Lucky Luke ist allerdings irritiert von den Kerben in seinem Revolver und als sie gemeinsam einen Saloon besuchen und John vorgibt keinen Alkohol zu vertragen, obwohl er eine Whiskyflasche bei sich trägt wächst seine Skepsis. Zurecht: Die beiden hatten sich bei einem Pferderennen angemeldet und als es los geht fehlt von Jolly Jumper jede Spur. Lucky Luke kann nicht starten, stattdessen ist John auf dem besten Weg zu gewinnen. Dann beginnt es aber zu regnen und es zeigt sich, dass John einfach nur Jolly Jumper schwarz angestrichen hatte. Lucky Luke holt sich sein Pferd zurück und gewinnt das Rennen sehr knapp. John überfällt daraufhin das Wettbüro und will sich mit den Wettgeldern aus dem Staub machen, wird aber von Lucky Luke überlistet. Nachdem John sein Bart rasiert wurde, zeigt Lucky Luke das John in Wahrheit der gesuchte Bandit Revolver-Joe ist und dieser wird natürlich eingesperrt.

### Round up
Lucky Luke, der Arbeit sucht heuert als Cowboy für ein Round up (= Zusammentreiben von Rindern zum Zählen) an. Er macht seine Aufgabe gut, aber der Bestand der  Rinder zählt unerklärlicherweise 200 Tiere weniger als bei der letzten Zählung. Lucky Luke stellt Nachforschungen an und findet schließlich den Grund heraus. Zwei Viehdiebe haben die Tiere gestohlen und ihr Brandzeichen in 4B geändert. Die beiden Kerle werden von ihm gefangen und zur Verantwortung gezogen.

### Der große Kampf
Als Lucky Luke auf den unglaublich starken Percival Belden trifft, empfiehlt er ihm gegen den Boxer Killer-Kelly anzutreten, der eine Prämie von 10000 Dollar für denjenigen in Aussicht gestellt hat, der ihn besiegt. Bald weiß die ganze Stadt von Beldens Überlegenheit und vor dem Kampf setzen alle auf ihn. Der Betreiber des Wettbüros, Slippery Nelson will einen Sieg Beldens verhindern, nachdem sich dieser nicht bestechen lässt entführt er Beldens Freundin Rosita und will Belden erpressen. Doch Lucky Luke kann Rosita befreien und Belden gewinnt den Kampf. Nelson muss seine Wettschulden begleichen.